# Ophiorrhiza schlenckerae
Ophiorrhiza schlenckerae är en måreväxtart som beskrevs av Frederick Manson Bailey. Ophiorrhiza schlenckerae ingår i släktet Ophiorrhiza och familjen måreväxter. Inga underarter finns listade i Catalogue of Life.